# Caroline Hebard
Caroline Hebard, född 20 juni 1944 i Santiago, Chile, död 22 oktober 2007 var en brittisk-amerikansk livräddare, organisatör och författare.
Hon valde att ägna sitt liv åt att rädda andra liv. Hon föddes 1944 och som dotter till en brittisk karriärdiplomat har hon en internationell bakgrund då hon fick vänja sig vid ett kringflackande liv.
1961 flyttade Caroline Hebard till USA, och hon bor nu med sin man, sina barn och sina hundar i Bernadsville, New Jersey.
Caroline är en av grundarna till U.S Disaster Response Team och har blivit internationellt erkänd för sina frivilliga räddningsaktioner.
Hon har också gett ut boken Rädda liv, originaltitel So That Others May Live.